# Равиця-Кольонія
Равиця-Кольонія (пол. Rawica-Kolonia) — село в Польщі, у гміні Тчув Зволенського повіту Мазовецького воєводства.
У 1975-1998 роках село належало до Радомського воєводства.